# Archidiecezja Antofagasta
Archidiecezja Antofagasta (łac. Archidioecesis Antofagastensis) – archidiecezja Kościoła rzymskokatolickiego w Chile. Należy do metropolii Antofagasta. Została podniesiona do rangi archidiecezji 28 czerwca 1967 roku z diecezji Antofagasta powstałej w 1534 roku. Od 1881 roku istniała na tym terenie misja "Sui Iuris" przekształcona w 1887 roku w wikariat apostolski.

## Główne świątynie
- Archikatedra: Archikatedra św. Józefa w Antofagaście
- Bazylika mniejsza: Bazylika Niepokalanego Serca Najświętszej Maryi Panny w Antofagaście

## Ordynariusze

### Administratorzy misji sui iuris w Antofagaście
- Florencio Eduardo Fontecilla Sánchez 1883 – 1886

### Wikariusze apostolscy Antofagasty
- Luís Silva Lezaeta 1887 – 1896
- Felipe Salas Errázuriz 1896 – 1904
- Luís Silva Lezaeta 1904 – 1928

### Biskupi Antofagasty
- Luís Silva Lezaeta 1928 – 1929
- Alfredo Cifuentes Gómez 1933 – 1943
- Hernán Frías Hurtado 1945 – 1957
- Francisco de Borja Valenzuela Ríos 1957 – 1967

### Arcybiskupi Antofagasty
- Francisco de Borja Valenzuela Ríos 1967 – 1974
- Carlos Oviedo Cavada O.de M. 1974 – 1990
- Patricio Infante Alfonso 1990 – 2004
- Pablo Lizama Riquelme 2004 - 2017
- Ignacio Ducasse (od 2017)